# Annunciatie (Jan van Eyck)

Jan van Eyck Annunciatie, National Gallery of Art, Washington, DC

De Annunciatie of De Boodschap aan Maria is een schilderij toegeschreven aan de Zuidelijk Nederlandse kunstschilder Jan van Eyck. In de literatuur is het werk gekend als de Annunciatie van Washington. Het zou geschilderd zijn tussen 1434 en 1436. Het schilderij verbeeldt de Annunciatie  waarbij de aartsengel Gabriël bij Maria in Nazareth verscheen om haar te melden dat zij uitverkoren was om Gods zoon te baren. Het verhaal wordt verteld in Lucas 1:26-38. 
Het werk meet 90,2 × 34,1 cm. Het was oorspronkelijk geschilderd met olieverf op paneel maar werd overgebracht op canvas. Het was geen alleenstaand werk maar waarschijnlijk de linker binnenvleugel van een triptiek. Het wordt nu bewaard in de National Gallery of Art, Washington, DC in de Andrew W. Mellon Collection met inventaris nummer 1937.1.39.

## Toeschrijving
De annunciatie van Washington werd in 1994 gerestaureerd en bij die gelegenheid werd het werk ook volledig technisch onderzocht met onder meer infraroodreflectografie, stereomicrosopie en röntgenstraling-radiografie. Via het technische onderzoek kon men het auteurschap van het werk met grote zekerheid toewijzen aan Van Eyck. De schildertechniek van dit werk, onder meer de laagopbouw en de gebruikte pigmenten van bijvoorbeeld de mantel van de maagd, stemt perfect overeen met gelijkaardige delen van het Lam Gods in Gent. Ook het schilderen van de gouden draden in de mantel van Gabriël is typisch Van Eyck. Hij schilderde het goud, waar zijn tijdgenoten echt goud zouden gebruikt hebben. Hij maakte wel onderscheid tussen het hemelse goud in de stralen die van God de Vader komen en het wereldse goud in de rest van het schilderij. Voor het hemelse goud gebruikte hij echt bladgoud.

## Herkomst
Kunsthistorici veronderstellen dat het werk gemaakt werd voor de Chartreuse van Champmol, bij Dijon. Het zou geschilderd zijn in opdracht van Filips de Goede. Deze theorie van de kunstkenner en handelaar Nieuwenhuys werd later ondersteund door een publicatie door Reinach met een fragmentaire beschrijving uit 1791  van drie schilderijen die zich in de kamer van de prior van Champmol bevonden. Nog steeds volgens Nieuwenhuys werd het paneel in 1819 naar Parijs overgebracht en verkocht aan koning Willem II. Het bleef in Brussel tot 1841 en werd dan overgebracht naar Den Haag. Daar werd het op 12 augustus 1850 geveild en aangekocht door Bruni voor tsaar Nicolaas I van Rusland; het schilderij werd ondergebracht in het Hermitage-museum in Sint-Petersburg. De transfer van paneel op doek vond plaats in de Hermitage. In juni 1930 werd het verkocht aan een consortium van kunsthandelaars voor Andrew W. Mellon en op 5 juni 1931 werd het geschonken aan de A.W. Mellon Eductional and Charitable Trust, Pittsburgh. Van daar kwam het in 1937 als gift terecht bij de National Gallery of Art.

## Omschrijving
Gezien het grotere werk waartoe deze annunciatie behoorde verloren is gegaan kan men alleen maar gissen naar het hoofdthema daarvan. Het is uiteraard niet onmogelijk dat de annunciatie die bewaard bleef, gezien moest worden in het grotere geheel. Verscheidene kunsthistorici gaan van die stelling uit en vermoeden dat de annunciatie in rechtstreeks verband stond met wat op het middenpaneel was afgebeeld. Maar dit blijven uiteraard hypotheses, vandaag kan men moeilijk anders dan de compositie als een op zichzelf staand werk te bekijken.

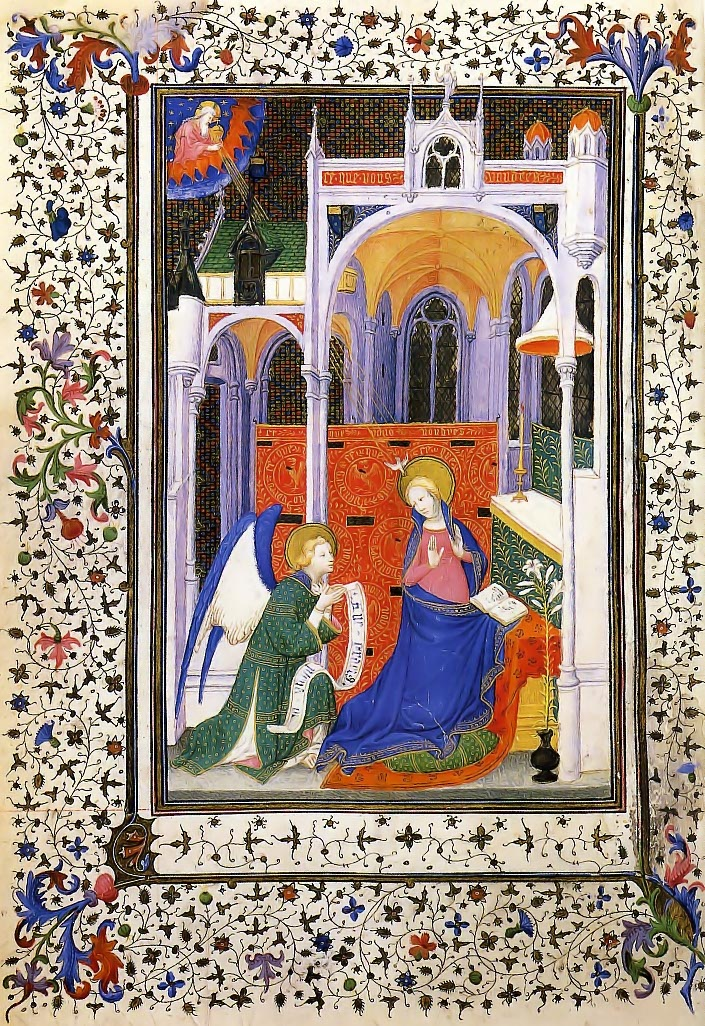
Annunciatie, Boucicaut-meester, Musée Jacquemart - Ms. 2.

### Thema
Het thema wordt klassiek voorgesteld. We zien de aartsengel Gabriël Maria begroeten met de woorden Ave [Maria] gratia plena (Gegroet, vol van genade). Maria die een beetje geschrokken opkijkt van haar boek, geeft haar antwoord op de vraag van de engel of zij de moeder van de verlosser wil worden met: Ecce ancilla domine (zie de dienstmaagd des heren). De tekst is ondersteboven geschilderd zodat hij duidelijk leesbaar is voor God de Vader. Uit het venster linksboven vallen zeven gouden stralen, symbool voor de Zeven Gaven van de Heilige Geest, waarvan er één is doorgetrokken tot op het hoofd van Maria, het symbool van de bevruchting van de Maagd. De heilige Geest, in de vorm van een duif duikt als het ware op die ene straal naar Maria toe. Voor Maria ziet men een lelie in een vaas, het symbool van de maagdelijke zuiverheid. Het geheel is gesitueerd in een kerkgebouw. 
Dit schilderij is een treffend voorbeeld van de perfectie die Jan van Eyck nastreefde in de weergave van de textuur van stoffen en materialen. Het rijke gewaad van de engel Gabriël is een staalkaart van de rijke stoffen die in die tijd geproduceerd werden. Op de meeste andere annunciaties wordt Gabriël voorgesteld in een wit gewaad, Van Eyck daarentegen kleed hem met een fluwelen koorkap geborduurd met gouden motieven en afgeboord met honderden juwelen en parels, die hij draagt boven een dalmatiek. De rijke aristocratische kleding van de Heilige Maagd en haar mooie diadeem verbleken als het ware bij al de hemelse pracht van de boodschapper.
Sommigen menen dat de voorstelling zou gebaseerd zijn op de Missa Aurea een liturgisch drama dat opgevoerd werd op de quatertemper-woensdag, de woensdag na zondag Gaudete, de derde zondag van de Advent. Over de uitvoering van de Missa Aurea in de St. Jacobskerk in Brugge zijn documenten terug gevonden. Tijdens deze Gouden mis werd het evangelie, dat het verhaal van de annunciatie brengt, geacteerd door leden van het koor die de rol van Gabriël en Maria speelden en de teksten reciteerden. Van Eyck zou in zijn compositie de iconografie gebruikt door de Boucicaut-meester hebben gevolgd (zie het voorbeeld hierbij). De liturgische kleding van Gabriël zou in deze richting wijzen.

### Symboliek
De annunciatie is in de leer van de christelijke kerk een keerpunt in de geschiedenis van de mensheid, het is het ogenblik waarop God de zaligmaking van de mensheid op gang brengt. Het is het kantelpunt tussen het Oude en het Nieuwe Testament, de tijd van de wet en de tijd van de Zaligmaker. Van Eyck heeft zijn schilderij volgestopt met referenties naar dit kantelpunt.
Wat dadelijk opvalt in het schilderij is de ongewone verhouding van de personen en het gebouw. Men ziet hierin de vereenzelviging van Maria met de kerk. Van Eyck paste dit procedé ook toe in een ander schilderij, namelijk Madonna in een kerk (ca. 1437) bewaard in de Staatliche Museen, Preussischer Kulturbesitz in Berlijn.

#### Het gebouw
Sommigen zien in het kerkgebouw een allusie op de joodse tempel maar de contrasten tussen oud en nieuw zijn veeleer in de decoratieve elementen te zoeken. De voorstelling van de annunciatie in een kerk, het beste alternatief dat men in de middeleeuwen kende voor een tempel, was niet nieuw. Van Eyck was hierin al voorafgegaan door verschillende miniaturisten. Sommigen vermelden Melchior Broederlam als de eerste schilder die dit zou gedaan hebben op zijn annunciatie op de linkervleugel van het retabel van Jacob de Baerze eveneens voor Champmol, maar bij nader toekijken kan men dit moeilijk een tafereel in een kerkgebouw noemen.

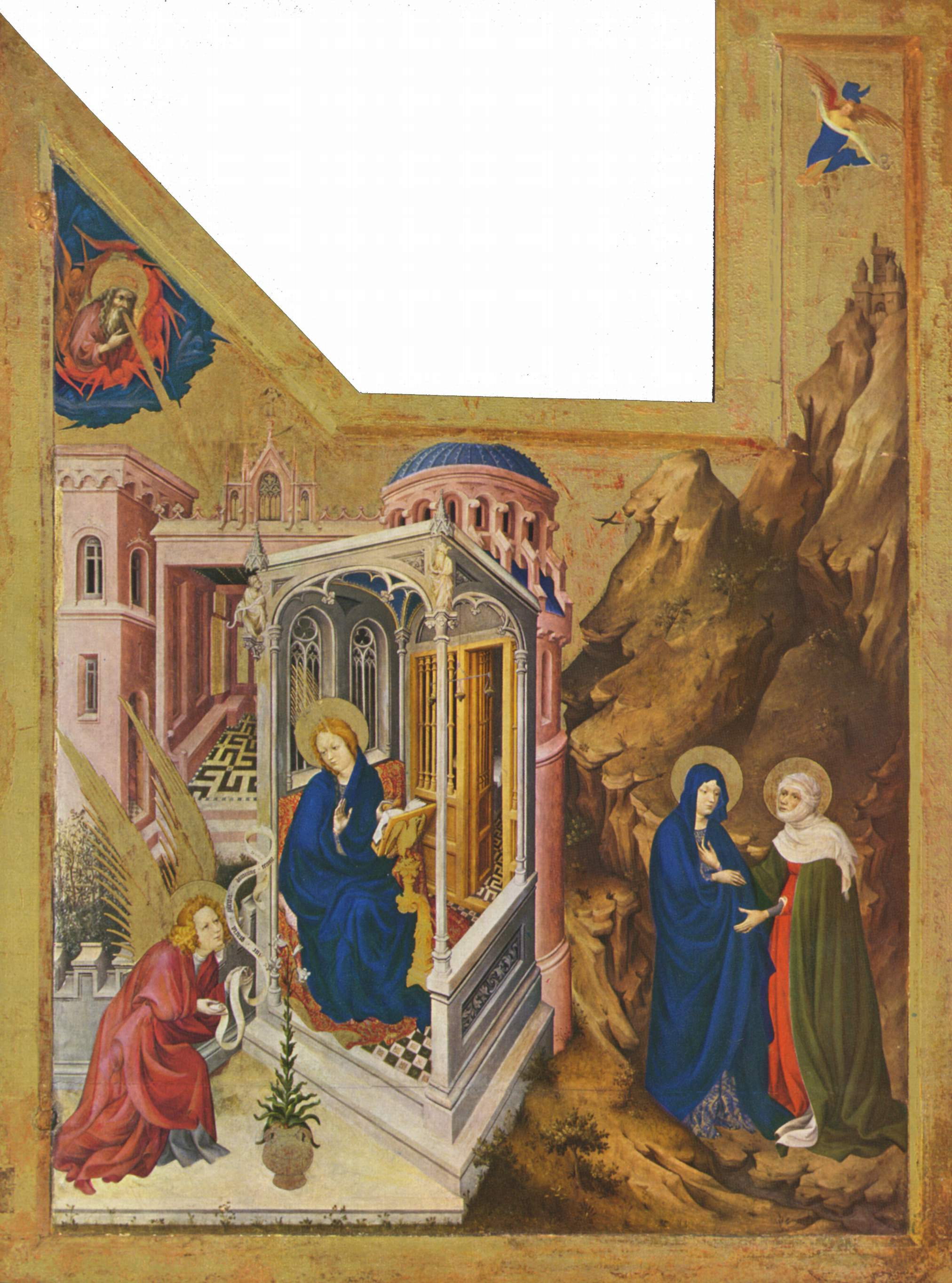
Melchior Broederlam, Annunciatie, ca. 1398

Kunsthistorici interpreteren de romaanse stijl van de vensters in de lichtbeuk  als symbool voor de Joodse tempel en de gotische vensters onderaan als een symbool voor de christelijke kerk. Jan van Eyck kende perfect de gotische kerken van zijn tijd en als hij hier een ouderwetse architectuur opvoerde had dat ongetwijfeld een bedoeling. Het kerkgebouw is duidelijk te situeren in de jaren 1200-1230. Voor de moderne mens is 1200 of 1500 beide middeleeuws maar voor de tijdgenoten van Jan moet de bedoeling duidelijk geweest zijn, 1200 was twee eeuwen geleden en moet voor hen duidelijk verwezen hebben naar lang vervlogen tijden, zoals de tijd van het Oude Testament. Ook het glasraam boven het triforium in de achterwand met een afbeelding van Jahweh staande op een wereldbol, is een zinnebeeld van het Oude Testament terwijl de drie gotische glasramen onderaan de Heilige Drievuldigheid verzinnebeelden en dus voor het Nieuwe Testament staan. Bovendien is de kapotte zoldering die duidelijk aan reparatie toe is volgens sommigen ook een verwijzing naar het in ruïne vallende Oude Testament.

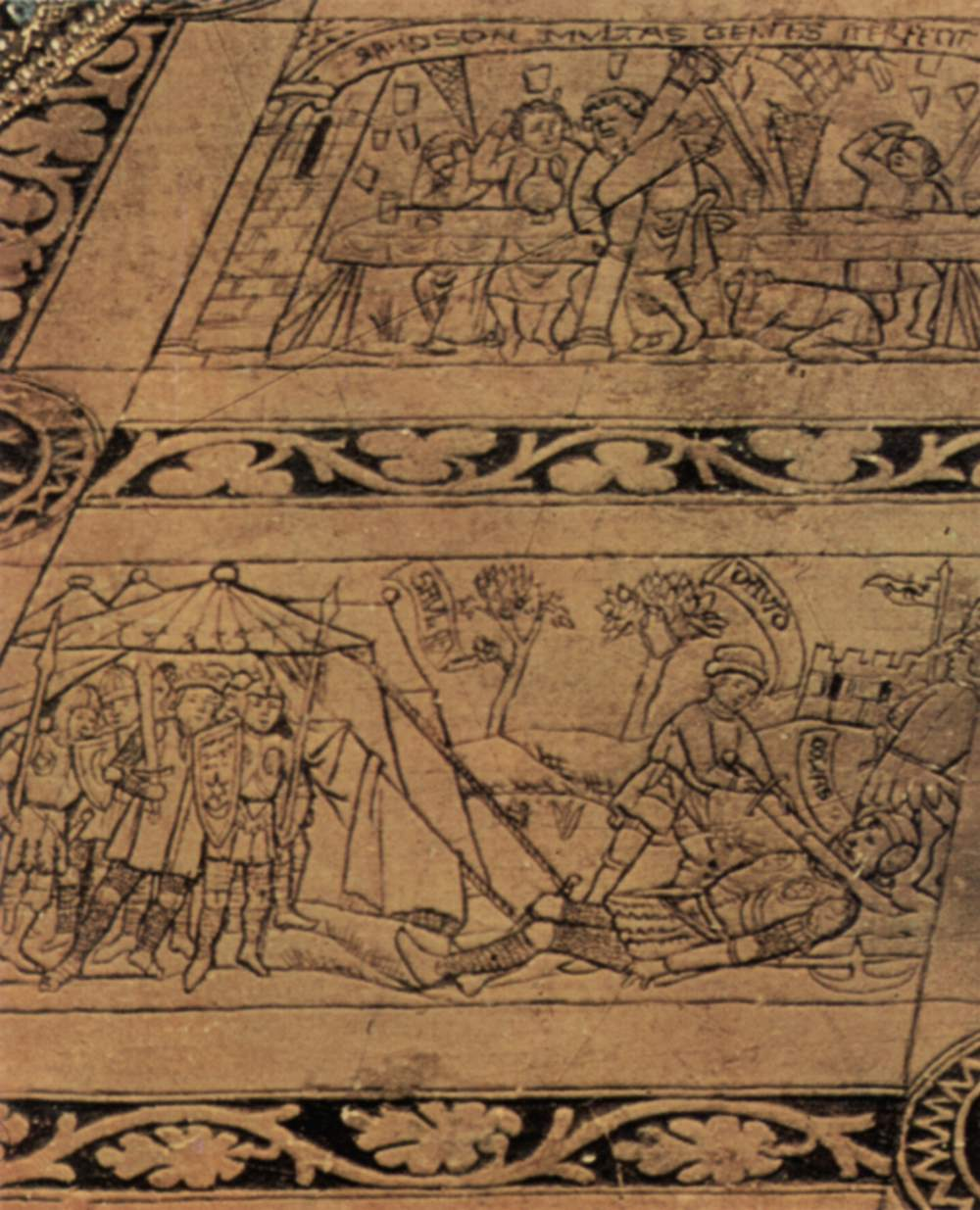
Bovenaan: Samson laat de tempel van de Filistijnen instorten; onderaan: David die het hoofd van Goliath afhakt.

#### De tekeningen in de tegels
Verder verwerkte Van Eyck een aantal oudtestamentische scènes in zijn werk die op de manier van de Bible moralisée typologische prefiguraties van Christus voorstellen en op die wijze ook een verband leggen tussen het Oude en het Nieuwe Testament. In de vloertegels op de voorgrond zijn tekeningen uitgewerkt met de niëllo-techniek. In het midden vooraan zien we de jonge David die het hoofd van Goliath afhakt (1 Samuel 17:51), wat aanzien werd voor een prefiguratie van Christus die de duivel verslaat. Daarboven zien we Samson die de tempel van de Filistijnen doet instorten (Rechters 16:23-30), dit werd geduid als een prefiguratie van de kruisiging en het laatste oordeel.  Links van het David-tafereel zien we Delila die Samson’s haar afknipt (Rechters 16:4-5), tafereel dat geassocieerd werd het verraad van Christus door de Joden.

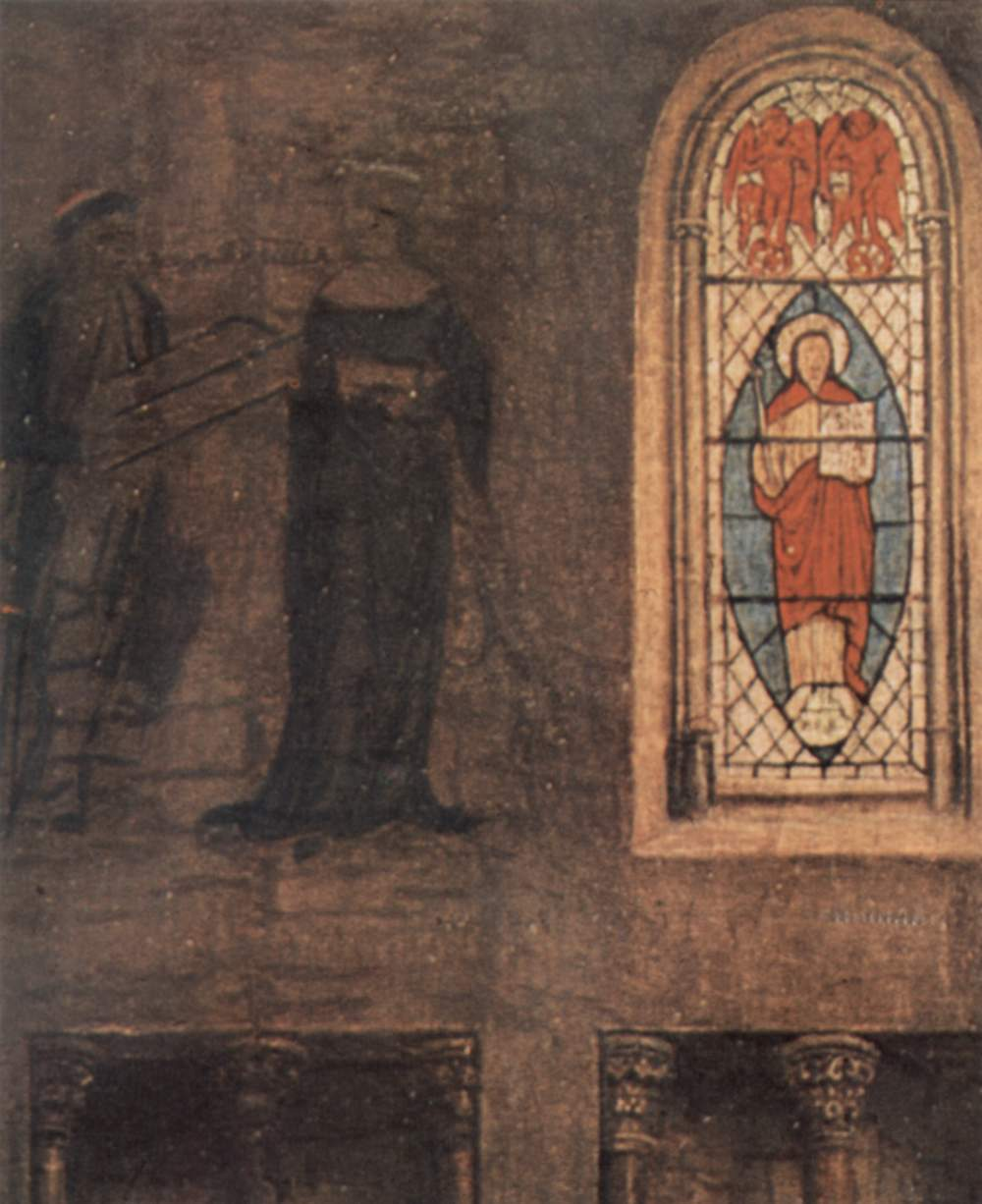
Wandschildering links achter: Mozes wordt gevonden door de dochter van de Farao.

#### De wandschilderingen
Op de achterwand zijn wandschilderingen aangebracht. Bovenaan links ziet men de dienstmaagd van de dochter van de Farao aan haar meesteres het mandje overhandigen waarin Mozes werd gevonden (Exodus 2:3-5) een prefiguratie van de annunciatie zelf, de komst van Christus. Aan de rechterzijde van de muur zien we Mozes die een boekrol ontvangt van God met een van de geboden (Exodus 20:7) erop: “Misbruik de naam van de Heer uw God niet” ook dit is een prefiguratie van Christus, Mozes en Christus waren de spilfiguren van het oude verbond en van het nieuwe verbond. Eveneens op de achterwand van de kerk, net onder het triforium, zijn twee tondo’s geschilderd, links een afbeelding van Isaac en rechts die van Jacob.

#### Conclusie
Uit het technisch onderzoek bleek dat de verwijzingen naar het Oude Testament in de ondertekening niet voorkwamen. Het origineel ontwerp van Jan van Eyck was dus symbolisch veel minder geladen. Carol J. Purtle stelt dat het een open vraag blijft of de architectuur van de kerk verwijst naar het Oude en het Nieuwe Testament, maar dat het best mogelijk is dat hij gewoon een kerkgebouw schilderde zoals ze in zijn tijd bestonden.De Sint Kwintenskerk in Doornik is een voorbeeld van het type gebouw dat Van Eyck schilderde, met romaanse rondbogen in de lichtbeuk en gotisch aandoende meer gepunte bogen onderaan, het is dus best mogelijk dat hij een kerk schilderde zoals hij ze kende, zonder zich al te veel zorgen te maken over de symbolische betekenis. Het feit dat de duidelijke verwijzingen naar het Oude Testament tijdens het schilderproces werden toegevoegd wijst ook in die richting.

## Schildertechniek
De techniek die in de vijftiende eeuw gebruikt werd voor paneelschildering is niet wezenlijk verschillend van meester tot meester of van streek tot streek. Men vertrok van een houten paneel bij voorkeur samengesteld uit planken die dwars op de groeiringen waren gezaagd. In de oude Nederlanden gebruikte men meestal Baltische eik. De schilderlaag werd voorbereid door het paneel te bestrijken met een mengsel van kalk en dierlijke lijm om alle oneffenheden van het paneel weg te werken. Na het drogen van deze laag werd ze afgeschuurd om een perfect vlakke laag te bekomen. Op deze ondergrond werd dan meestal de ondertekening aangebracht, een ruwe tot zeer gedetailleerde schets van wat op het uiteindelijke werk moest komen. Hierop werd dan eventueel een imprimatura aangebracht om het inschieten van de oplosmiddelen in de grondlaag te voorkomen. Het hangt van de meester af of hij zijn ondertekening aanbrengt direct op de grondlaag of op de isolatielaag. In Vlaanderen was die onderlaag meestal wit of zeer licht gekleurd. De ondertekening werd uitgevoerd met zwart krijt, houtskool of met penseel en een soort waterverf op basis van roet of beenzwart. 
De Vlaamse primitieven hebben meestal gewerkt met olie als bindmiddel, dikwijls lijnzaadolie. Soms werd de olie eerst gekookt om een snellere droging te bekomen en om dezelfde reden werd soms hars toegevoegd. Omdat olieverf hoe dan ook veel trager droogt dan tempera had de schilder de tijd om zeer minutieus te werken en veel langer te corrigeren voor de verf opgedroogd was. Aanbrengen van de kleuren nat-in-nat werd mogelijk en overgangen van de ene naar de andere kleur waren makkelijker aan te brengen. Het grote nadeel was de lange droogtijd die tussen opeenvolgende lagen noodzakelijk was. Meestal werden er in de eerste helft van de vijftiende eeuw drie tot vier verflagen gebruikt om het beoogde resultaat te behalen en men schilderde de onderste lagen met een verf die rijker was aan pigment en minder olie bevatte. Voor de bovenste gebruikte men olierijkere mengsels zodat die transparanter bleven na het drogen.
Ook al hadden de Van Eycks het schilderen met olie als bindmiddel niet ontdekt, zoals Vasari later zou schrijven is hun werk baanbrekend geweest voor het gebruik van oliegebonden verf. Het deskundige gebruik van de glaceertechniek liet hen toe gebruik te maken van de transparantie van de olieverflagen om op die manier het licht te laten weerkaatsen van de reflecterende achtergrond door enkele boven elkaar geschilderde transparante lagen. Op die wijze gaven zij een ongekende luminositeit en kleursaturatie aan hun werk. Zonder de olieverftechniek gebruikt door de Van Eyck's en de andere Vlaamse Primitieven, zou het detailrealisme van hun schilderijen quasi onmogelijk zijn geweest.